# Rip Tide
Rip Tide é um filme de drama adolescente australiano de 2017. O filme foi dirigido por Rhiannon Bannenberg, produzido por Steve Jaggi e escrito por Georgia Harrison. É estrelado pela Debby Ryan. O filme sobre a maioridade segue uma modelo americana (Ryan) que viaja para uma cidade praiana australiana para se reconectar com sua família e suas aspirações.

## Sinopse
Após ter sua vida devassada por um vídeo viral, uma modelo de Nova York decide fugir de seu cotidiano sufocante e se refugiar na casa de uma tia na Austrália.

## Enredo
Cora Hamilton fica sobrecarregada com as restrições de seu trabalho de modelo em Nova York, enquanto sua mãe, Sofia trabalha para garanti-la com um contrato lucrativo com uma agência popular. Cora tenta dar suas próprias ideias para melhorar um dos looks que está modelando, mas é rejeitada pelo diretor do photoshoot. Enquanto a sessão de fotos acaba em um estado emocional, um vídeo é filmado de Cora caindo de escadas, que se torna viral.
Cora viaja para uma cidade praiana na Austrália para ficar com sua tia Margot para escapar da atenção que o vídeo criou. Ela é bem-vinda pela comunidade descontraída e logo começa a fazer amizade com a alegre Chicka. Com o incentivo de Chicka, Cora aprende a surfar. Um relacionamento amoroso logo segue com o instrutor de surfe local, Tom.
Cora é encorajada por Margot, a sogra da Margot, Bee, e Chicka para ajudar em um festival que está por vir. Ela recebe uma máquina de costura e é incentivada a desenhar sua própria coleção baseada em trajes de banho do pós-guerra. Quanto mais tempo ela fica com Margot, Cora percebe que sua tia tem uma dor não resolvida pelo afogamento de seu marido, Caleb.
Sofia negocia um acordo lucrativo para que Cora seja o rosto de uma nova campanha da temporada para uma casa de moda de Nova York. Cora se depara com o dilema de ter que decidir se vai ficar ou se voltará para sua acelerada carreira em Nova York. Cora opta por perder seu voo quando o avião se recusa a carregar sua amada máquina de costura. Ela retorna para resgatar sua tia que havia surfado durante a tempestade que se aproximava. O festival local é começado pelo desfile de moda de Cora, no qual sua mãe aparece sem avisar e faz as pazes com sua filha e irmã.

## Elenco
| Ator/Atriz       | Personagem    |
| ---------------- | ------------- |
| Debby Ryan       | Cora Hamilton |
| Genevieve Hegney | Margot        |
| Andrew Creer     | Tom           |
| Naomi Sequeira   | Chicka        |
| Valerie Bader    | Bee           |
| Aaron Jeffery    | Owen          |
| Danielle Carter  | Sofia         |
| Kimie Tsukakoshi | Lily          |
| Marcus Graham    | Farriet       |